# Polaryzacja siatki

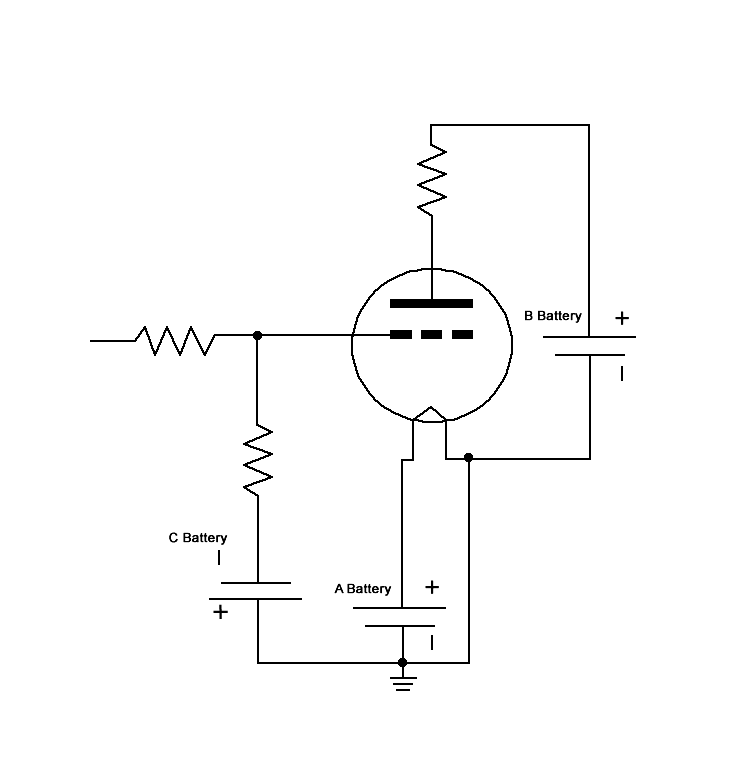
Stała polaryzacja siatki triody za pomocą baterii siatkowej

Automatyczna polaryzacja siatki triody za pomocą rezystora Rk, na którym powstaje spadek napięcia na skutek przepływu prądu anodowego. Aby ten spadek napięcia (powodujący dodatnią polaryzację katody względem masy) spolaryzował ujemnie siatkę stosuje się rezystor Rs zamykający obwód siatka-katoda.

Polaryzacja siatki lampy elektronowej  polega na doprowadzeniu do  jej siatki sterującej napięcia stałego ujemnego o wartości  ustalającej punkt pracy tej lampy.  Rozróżnia się polaryzację stałą (niezależną), dla której ww. ujemne napięcie polaryzacji jest otrzymywane z baterii siatkowej lub z oddzielnego zasilacza oraz polaryzację automatyczną dla której napięcie polaryzacji jest uzyskiwane w obwodzie jednej z elektrod (zazwyczaj katody) i zależy od wartości prądu tej elektrody.  